# Reálný měnový kurz
Reálný měnový kurz (též: reálný výměnný kurz, reálný kurz, skutečný měnový kurz) je poměr cenových hladin dvou porovnávaných zemí v případě efektivního měnového kurzu vícero zemí, přičemž cenová hladina jedné země je zároveň přepočítaná nominálním měnovým kurzem na měnu druhé země (měny druhých zemí). Jinými slovy je to nominální měnový kurz upravený o rozdíl cenových hladin v daných zemích. 
Reálný měnový kurz je čistě teoretický koncept, který má přibližně vyjádřit cenu, za kterou je možné „průměrně“ směnit výrobky a služby z jedné země za výrobky a služby z jiné země (z jiných zemí).